# Optophone

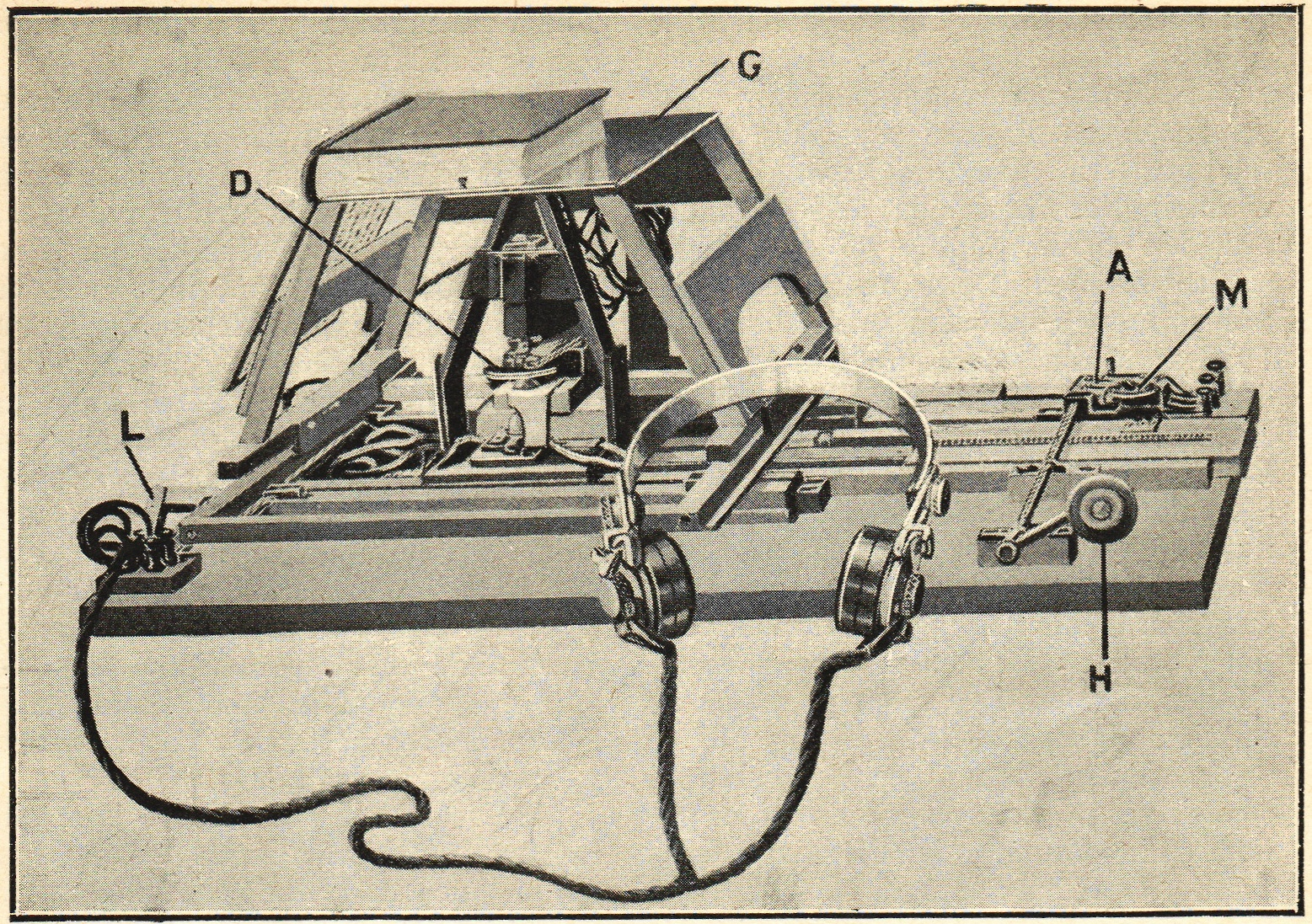

Mit dem Optophone, das von dem Franzosen Edmund Edward Fournier d’Albe entwickelt wurde, begann die Entwicklung elektronischer Vorlesesysteme für Blinde.

## Geschichte

### Fournier d’Albe
Fournier stellte 1912 ein Gerät vor, er nannte es Optophone, mit dem Blinde Lichtquellen finden konnten. Dieses Gerät hatte gute Presse, aber es gab Kritik von den Blinden, da sie grundlegendere Probleme hatten als Lichtquellen und Fenster zu finden.
Daraufhin legte Fournier 1913 in England ein weiterentwickeltes Optophone vor. Photosensoren detektierten nun schwarze Schrift, das Gerät wandelte diese in akustische Signale, die der Blinde dann interpretieren konnte. Am Anfang konnten die Blinden mit dem Gerät lediglich drei Wörter pro Minute lesen. Später hat eine Firma für optische Instrumente, die Barr und Stout Ltd., das Gerät weiterentwickelt und zu einem kommerziellen Produkt gemacht.

### Raoul Hausmann
1922 veröffentlichte der Dadaist Raoul Hausmann in der von Ilja Ehrenburg und El Lissitzky herausgegebenen dreisprachigen Zeitschrift „Вещь – Objet – Gegenstand“ einen Text über ein Optophone, das mit Hilfe von Photosensoren Licht in Sound und umgekehrt wandeln können sollte. Er hatte aber nicht genug Geld, um es auch zu bauen.
Am 25. September 1934 meldeten Raoul Hausmann und Daniel Broido ein weiteres Optophone zum englischen Patent an. Das Patent wurde offiziell am 27. April 1936 registriert. Es muss sich um eine Rechenmaschine auf photoelektrischer Grundlage gehandelt haben. Später verkaufte Hausmann sein Patent an Broido, um seine Flucht vor den Nazis bezahlen zu können.

### Das Bataille-Optophone
Ab 1957 wurde die alte Optophone-Idee von Fournier wieder aufgegriffen. Das Bataille-Optophone kam heraus. Grundlage des (wenn auch begrenzten) Erfolgs war, dass man mehr auf die Schulung als auf die technische Weiterentwicklung Wert legte. Außerdem machte es nicht mehr so viele Nebengeräusche und man konnte etwas schneller lesen (wenn man das Schriftgut mit der Hand bewegte: 19 (englische) Wörter/Minute, wenn man es mit einer mechanischen Hilfe nutzte: 38 Wörter/Minute).
Bei der Bewertung dieser Geschwindigkeiten muss man berücksichtigen, dass die einzige Alternative für den Blinden zu jener Zeit die sehende Leseassistenz war.